# Diner (película)
Diner es una película de drama y comedia de 1982 escrita y dirigida por Barry Levinson. 

## Trama
Un grupo de amigos luchan con su pasaje inminente a la adultez en 1959.
En Baltimore, durante el invierno de 1959, cinco veinteañeros pasan su tiempo en un diner. Allí, se refugian en los buenos momentos que han pasado juntos, tratando de eludir complicadas relaciones sentimentales, problemas de juego y matrimonios difíciles que la madurez les exige afrontar.

## Elenco
- Steve Guttenberg como Edward "Eddie" Simmons.
- Daniel Stern como Laurence "Shrevie" Schreiber.
- Mickey Rourke como Robert "Boogie" Sheftell.
- Kevin Bacon como Timothy "Fen" Fenwick Jr.
- Tim Daly como William "Billy" Howard.
- Ellen Barkin como Beth Schreiber.
- Paul Reiser como Modell.
- Kathryn Dowling como Barbara.
- Michael Tucker como Bagel.
- Jessica James como Mrs Simmons.
- Colette Blonigan como Carol Heathrow.
- Kelle Kipp como Diane.
- Clement Fowler como Mr Simmons.
- Claudia Cron como Jane Chisholm.